# Цынцарены (Новоаненский район)
Цынцарены (также Цынцэрень; рум. Țînțăreni) — село в Новоаненском районе Молдавии. Является административным центром коммуны Цынцарены, включающей также село Крецоая.

## География
Село расположено на высоте 27 метров над уровнем моря, на реке Бык (приток Днестра).

## Население
По данным переписи населения 2004 года, в селе Цынцэрень проживает 2867 человек (1401 мужчина, 1466 женщин).
Этнический состав села:
| Национальность | Число жителей | Процентный состав |
| -------------- | ------------- | ----------------- |
| молдаване      | 2764          | 96.41             |
| украинцы       | 38            | 1.33              |
| цыгане         | 22            | 0.77              |
| русские        | 20            | 0.7               |
| румыны         | 16            | 0.56              |
| гагаузы        | 1             | 0.03              |
| прочие         | 6             | 0.21              |
| Всего          | 2867          | 100%              |